# 新羅斯 (印地安納州)
新羅斯（英語：New Ross）是一個位於美國印地安納州蒙哥馬利縣的城鎮。

## 人口
根據2010年美國人口普查的數據，新羅斯的面積為0.77平方千米，當中陸地面積為0.77平方千米，而水域面積為0.00平方千米。當地共有人口347人，而人口密度為每平方千米451人。